# Orhontúl járás
Orhontúl járás (mongol nyelven: Орхонтуул сум) Mongólia Szelenga tartományának egyik járása. Területe 2800 km². Népessége kb. 3800 fő.
Székhelye Orhontúl (Орхонтуул), mely 200 km-re fekszik Szühebátor tartományi székhelytől.